# Begonia epipsila
Espèce
Begonia epipsila est une espèce de plantes de la famille des Begoniaceae. Ce bégonia est originaire du Brésil. L'espèce fait partie de la section Pritzelia. Elle a été décrite en 1948 par Alexander Curt Brade (1881-1971). L'épithète spécifique epipsila est formée à partir du grec epi, qui signifie sur ou au-dessus, et de psilo, glabre, donc « sans poils dessus », par référence au feuillage lisse en surface. 

## Description

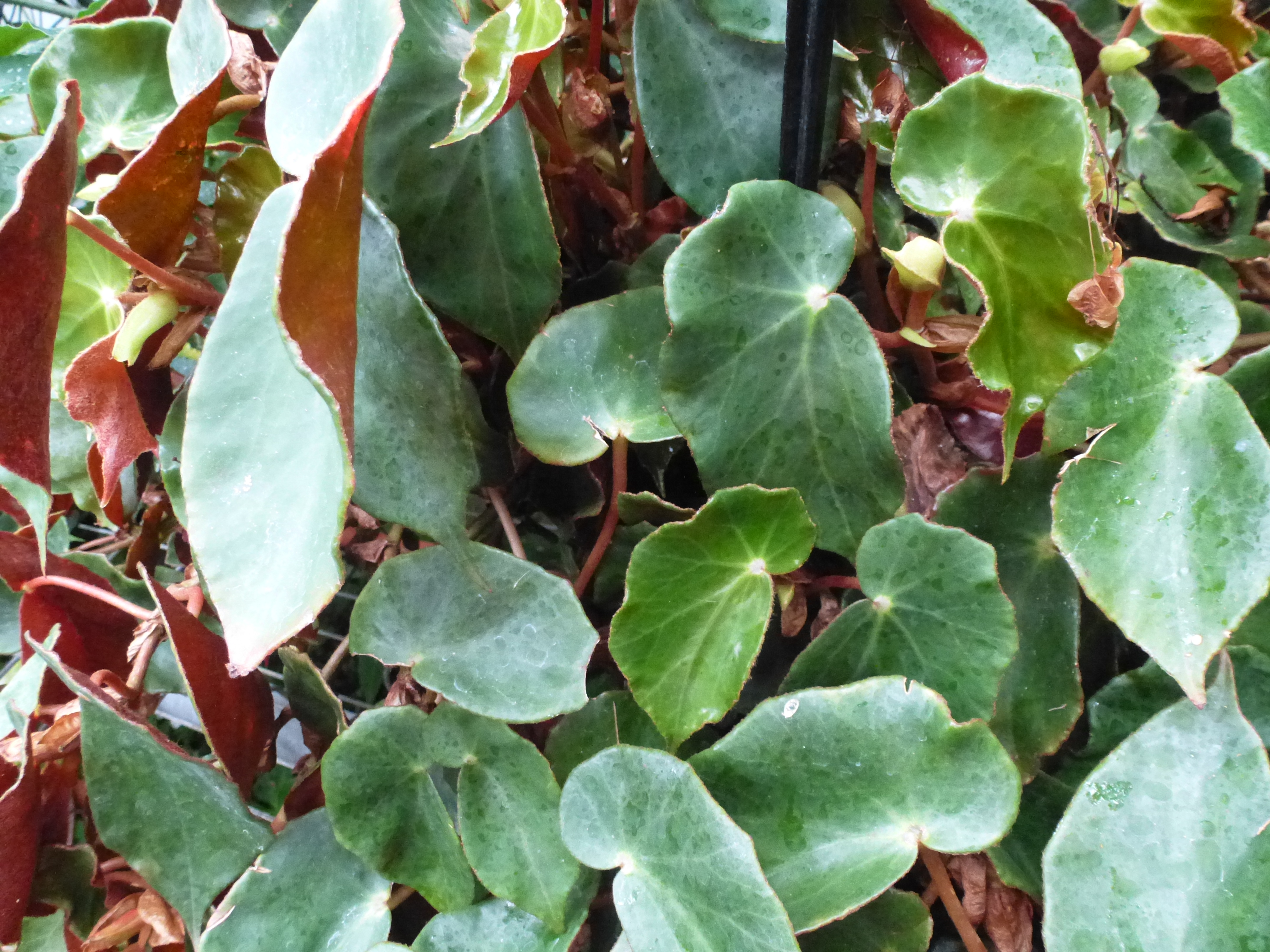
Feuillage, recto et verso, d'un Begonia epipsila cultivé

## Répartition géographique
Cette espèce est originaire du pays suivant : Brésil.